# Bulbostylis rotundata
Bulbostylis rotundata är en halvgräsart som först beskrevs av Georg Kükenthal, och fick sitt nu gällande namn av Richard Wheeler Haines. Bulbostylis rotundata ingår i släktet Bulbostylis och familjen halvgräs.
Artens utbredningsområde är Tanzania. Inga underarter finns listade i Catalogue of Life.